# Frank Tuttle
Frank Tuttle (Nova Iorque, Nova Iorque, 6 de agosto de 1892 - Hollywood, Califórnia, 6 de janeiro de 1963) foi um cineasta norte-americano, mais lembrado hoje pelo filme This Gun for Hire, que revelou o astro Alan Ladd.

## Vida e carreira
Tuttle foi presidente da Associação Dramática da Universidade de Yale, onde estudou e adquiriu experiência artística. Após a formatura, trabalhou com publicidade e como editor da Vanity Fair. Em 1921, entrou para o time de roteiristas da Paramount Pictures, onde ficou 24 anos. Logo em seguida, estreou na direção, com o filme The Craddle Buster.
Prolífico, confiável e versátil, trabalhou com grandes nomes do cinema mudo, como Clara Bow, Bebe Daniels, Gloria Swanson e Louise Brooks. Na era sonora, fez desde policiais inovadores a musicais com Bing Crosby, passando por comédias e outros gêneros. De sua filmografia destacam-se Roman Scandals, com Eddie Cantor, a primeira versão de The Glass Key, estrelada por George Raft, e This Gun for Hire, com Alan Ladd.
Tuttle militou no Partido Comunista entre 1937 e 1947 e depôs no Comitê de Atividades Antiamericanas criado pelo macartismo. Ele declarou-se culpado e delatou vários colegas, entre eles Jules Dassin. Desse modo, evitou ter o nome incluído na Lista Negra criada pelos estúdios, porém teve dificuldades de encontrar trabalho a partir de então. Em 1959, encerrou a carreira com o medíocre Island of Lost Women.
Tuttle casou-se três vezes e teve duas filhas, Frederica e Helen. Faleceu em 6 de janeiro de 1963, aos 70 anos de idade, em Hollywood. Foi um dos fundadores do Screen Directors Guild, o sindicato dos diretores de cinema e televisão norte-americanos.

## Filmografia
| Ano  | Nome original               | Nome PT/BR                  | Nome PT/PT                     | Notas                                 |
| ---- | --------------------------- | --------------------------- | ------------------------------ | ------------------------------------- |
| 1922 | The Craddle Buster          |                             |                                |                                       |
| 1923 | Puritan Passions            |                             |                                |                                       |
| 1923 | Second Fiddle               |                             |                                |                                       |
| 1923 | Youthful Cheaters           |                             |                                |                                       |
| 1924 | Peter Stuyvesant            |                             |                                | Curta-metragem                        |
| 1924 | Grit                        |                             |                                |                                       |
| 1924 | Dangerous Money             |                             |                                |                                       |
| 1924 | The Puritans                |                             |                                | Curta-metragem                        |
| 1925 | The Manicure Girl           |                             |                                |                                       |
| 1925 | A Kiss in the Dark          |                             |                                |                                       |
| 1925 | Miss Bluebird               |                             |                                |                                       |
| 1925 | Lucky Devil                 |                             |                                |                                       |
| 1925 | Lovers in Quarantine        |                             |                                |                                       |
| 1926 | The Untamed Lady            |                             |                                |                                       |
| 1926 | The American Venus          |                             |                                |                                       |
| 1926 | Kid Boots                   |                             |                                |                                       |
| 1926 | Love 'Em and Leave 'Em      |                             |                                |                                       |
| 1927 | Blind Alleys                |                             |                                |                                       |
| 1927 | Time to Love                |                             |                                |                                       |
| 1927 | The Spotlight               |                             |                                |                                       |
| 1927 | One Woman to Another        |                             |                                |                                       |
| 1928 | Easy Come, Easy Go          |                             |                                |                                       |
| 1928 | His Private Life            |                             |                                |                                       |
| 1928 | Love and Learn              |                             |                                |                                       |
| 1928 | Varsity                     |                             |                                |                                       |
| 1928 | Something Always Happen     |                             |                                |                                       |
| 1929 | Marquis Preferred           |                             |                                |                                       |
| 1929 | The Studio Murder Mystery   |                             |                                |                                       |
| 1929 | Sweetie                     |                             | Queridinha                     |                                       |
| 1929 | The Greene Murder Case      | A Casa do Crime             |                                |                                       |
| 1929 | Men Are Like That           |                             |                                |                                       |
| 1930 | The Benson Murder Case      |                             |                                |                                       |
| 1930 | Only the Brave              |                             |                                |                                       |
| 1930 | True to the Navy            |                             | A Noiva da Esquadra            |                                       |
| 1930 | Paramount on Parade         | Paramount em Grande Gala    | Paramount em Gala              | Codireção com Ernst Lubitsch e outros |
| 1930 | Love Among the Millionaires | Amor Entre Milionários      |                                |                                       |
| 1930 | Her Wedding Night           |                             |                                |                                       |
| 1931 | No Limit                    |                             | O Amor É Assim                 |                                       |
| 1931 | It Pays to Advertise        |                             |                                |                                       |
| 1931 | Dude Ranch                  |                             |                                |                                       |
| 1931 | This Is the Night           | Esposa Improvisada          | Esposa Improvisada             |                                       |
| 1932 | The Reckless Age            |                             |                                |                                       |
| 1932 | The Big Broadcast           | Ondas Musicais              |                                |                                       |
| 1933 | Dangerously Yours           | Perigos do Amor             |                                |                                       |
| 1933 | Roman Scandals              | Escândalos Romanos          | Escândalos Romanos             |                                       |
| 1933 | Pleasure Cruise             |                             |                                |                                       |
| 1934 | Ladies Should Listen        | Mulher em Tudo              | Mulheres Tomem Cautela         |                                       |
| 1934 | Here Is My Heart            | Meu Maior Desejo            | A Grã-Duquesa e o Criado       |                                       |
| 1934 | Springtime for Henry        |                             |                                |                                       |
| 1935 | All the King's Horses       | Os Cavaleiros do Rei        |                                |                                       |
| 1935 | The Glass Key               | A Chave de Vidro            |                                |                                       |
| 1935 | Two for Tonight             | Cupido e a Secretária       |                                |                                       |
| 1936 | College Holiday             | Alegria à Solta             |                                |                                       |
| 1937 | Waikiki Wedding             | Amor Havaiano               | Hawaí, Paraíso dos Meus Sonhos |                                       |
| 1938 | Doctor Rhythm               | Doutor Ré-Mi-Bemol          |                                |                                       |
| 1939 | Paris Honeymoon             | Lua-de-Mel em Paris         |                                |                                       |
| 1939 | I Stole a Million           | Roubei Um Milhão            | Roubei Um Milhão               |                                       |
| 1939 | Charlie McCarthy, Detective |                             |                                |                                       |
| 1942 | This Gun for Hire           | Alma Torturada              | Aluga-se Esta Arma             |                                       |
| 1942 | Lucky Jordan                | Coração de Pedra            |                                |                                       |
| 1943 | Hostages                    | Reféns                      |                                |                                       |
| 1944 | The Hour Before the Dawn    | A Hora Antes do Amanhecer   | A Hora Antes do Amanhecer      |                                       |
| 1945 | Don Juan Quilligan          | O Eterno Don Juan           | Duas Esposas... e Um Marido    |                                       |
| 1945 | The Great John L.           | Quando os Homens São Homens | O Grande Campeão               |                                       |
| 1946 | Suspense                    | Delírio                     | Choque de Paixões              |                                       |
| 1946 | Swell Guy                   | O Egoísta                   | Fatalidade                     |                                       |
| 1950 | Le Traqué                   | O Criminoso Não Dorme       |                                | Produção francesa                     |
| 1951 | Magic Face                  | O Misterioso Fim de Hitler  |                                |                                       |
| 1955 | Hell on Frisco Bay          | Horas Sombrias              | Inferno em São Francisco       |                                       |
| 1956 | A Cry in the Night          | Um Grito na Escuridão       |                                |                                       |
| 1959 | Island of Lost Women        | A Ilha Perdida              |                                |                                       |